# 山﨑翠佳
山﨑翠佳（やまざき すいか、2000年〈平成12年〉4月30日 - ）は、日本の女優、タレント。兵庫県宝塚市出身。お茶の水女子大学卒業。AISTON所属。

## 略歴
お茶の水女子大学生活科学部心理学科への入学を機に上京し、2020年に芸能界デビュー。2022年に特技のコンテンポラリーダンスを活かしたソロダンスをコブクロの「卒業2022ver」のミュージックビデオで披露した。2023年には映画『カフネ』にて初主演を務める。上映画は、第18回大阪アジアン映画祭インディ・フォーラム部門に入選している。
2024年9月24日よりAISTONへの加入を所属事務所が発表、自身のSNSでも移籍を報告した。

## 出演歴

### 映画
- 人生最高の日（2024年）- (主演) 星川澄玲役
- カフネ（2023年） - (主演) 瀬川澪役
- 30's（2023年） - 大谷美和役
- 米寿の伝言（2023年） - 生駒ヒカリ役
- 林檎（2023年） - 石川愛役
- 海の夜明けから真昼まで[5]（2022年） - 美咲役
- 彼女が好きなものは（2021年） - 野村莉子役

### TV
- NHK 大河ドラマ『どうする家康』
- ドラマ『彼女、お借りします』
- NHK『声がききたい』
- 擬人化バラエティ『ヒトなら』
- 再現ドラマ『奇跡体験！アンビリーバボー』
- NHK 連続テレビ小説『虎に翼』- 佐野光子 役[6]

### CM
- パラリンピック月間プロモーション動画（2022年）
- フランスベッド（2022年 - ）
- JR東日本（2022年）
- 日本生命（2022年）
- 京都橘大学（2022年）
- 福島県民共済（2022年）
- 資生堂 シーブリーズWEB（2022年）
- 東京消防庁紹介ビデオ（2020年）

### MV
- 真っ白なキャンバス「ぼっち」（2023年）
- 終日柄「秘密」（2023年）
- コブクロ「卒業2022ver」（2022年）
- CHIHIRO「私きっとこの恋を永遠にね忘れない」（2022年）
- SETA「15センチの花束」（2022年）
- halca「誰彼スクランブル」（2022年）
- SundaeMayClub「春」（2022年）
- JIJIM「マドラー」（2022年）

### 舞台
- 「不良少年と天使の恋の唄2021」（2021年）ヒロイン・安藤夏妃役
- 「放課後戦記2020」（2020年）憑対弓立役

### 雑誌
- 「美少女百選2023」（2023年）